# Matsumoto
Matsumoto (japanisch 松本市, -shi) ist eine Stadt in der Präfektur Nagano im Zentrum von Honshū, der Hauptinsel von Japan.
Matsumoto unterliegt im Sommer durch seine Höhenlage nicht einem so feuchtheißen Klima wie weite Teile Japans. Es ist dadurch ein Zentrum der Holzverarbeitung und das Zentrum des japanischen Gitarrenbaus.

## Geschichte
Matsumoto war während des 14. und 15. Jahrhunderts die Basis für den Ogasawara-Klan und eine blühende Burgstadt während der Edo-Zeit. 
Am 27. Juni 1994 wurde von der Sekte Ōmu Shinrikyō (auch als Aum bekannt) ein Giftgasanschlag (Saringas) auf die Stadt verübt, der sieben Menschen tötete und 58 weitere verletzte.

## Sehenswürdigkeiten

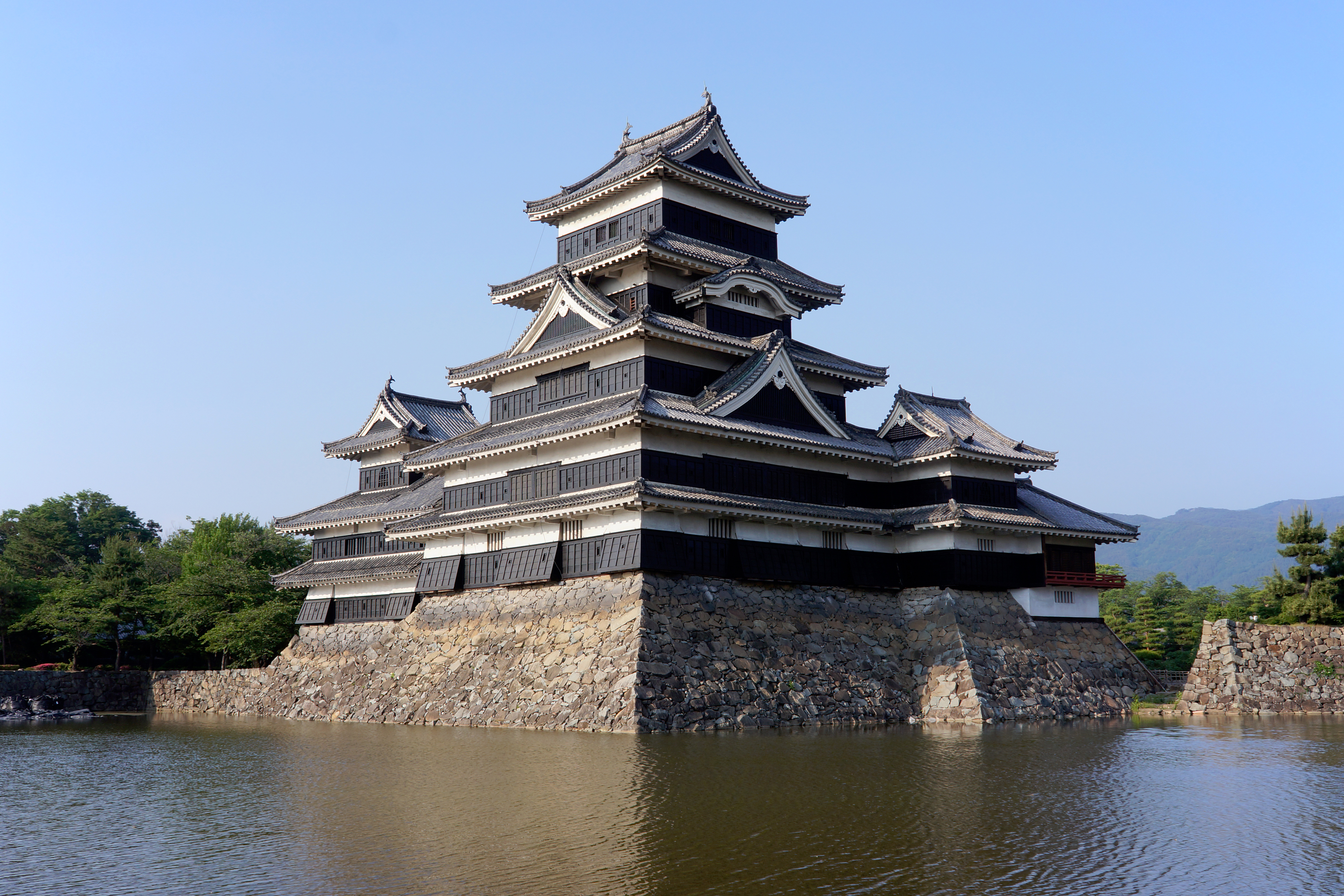
Burg Matsumoto

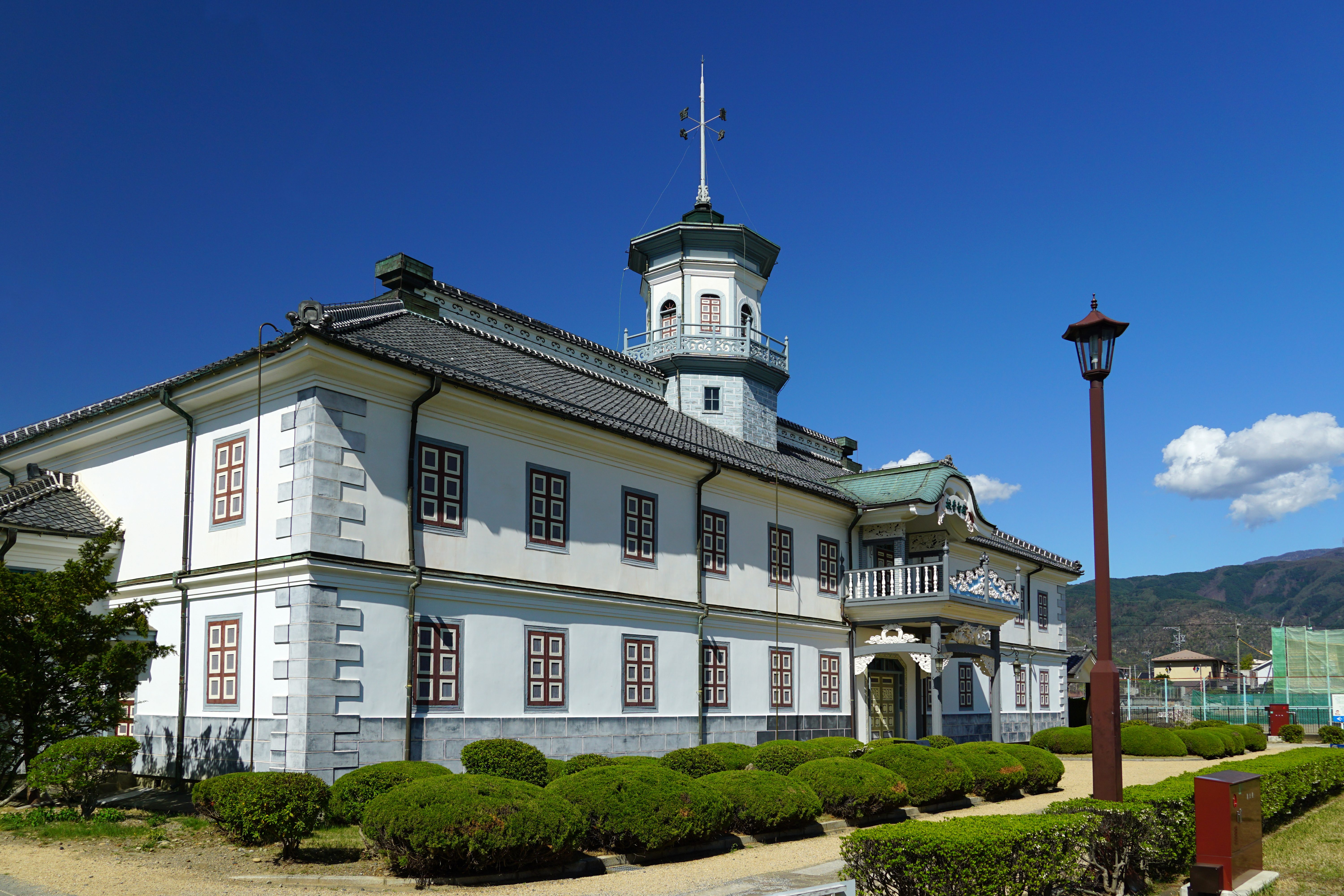
Kaichi Schule

Die berühmte japanische Burg Matsumoto steht in Matsumoto. Weitere Sehenswürdigkeiten sind u. a. das „Japan Ukiyoe Museum“, das „Matsumoto Folk Arts Museum“ sowie die Kaichi-Schule (開智学校).

## Verkehr
Straßen:
- Nagano-Autobahn
- Nationalstraße 19, nach Nagoya oder Nagano

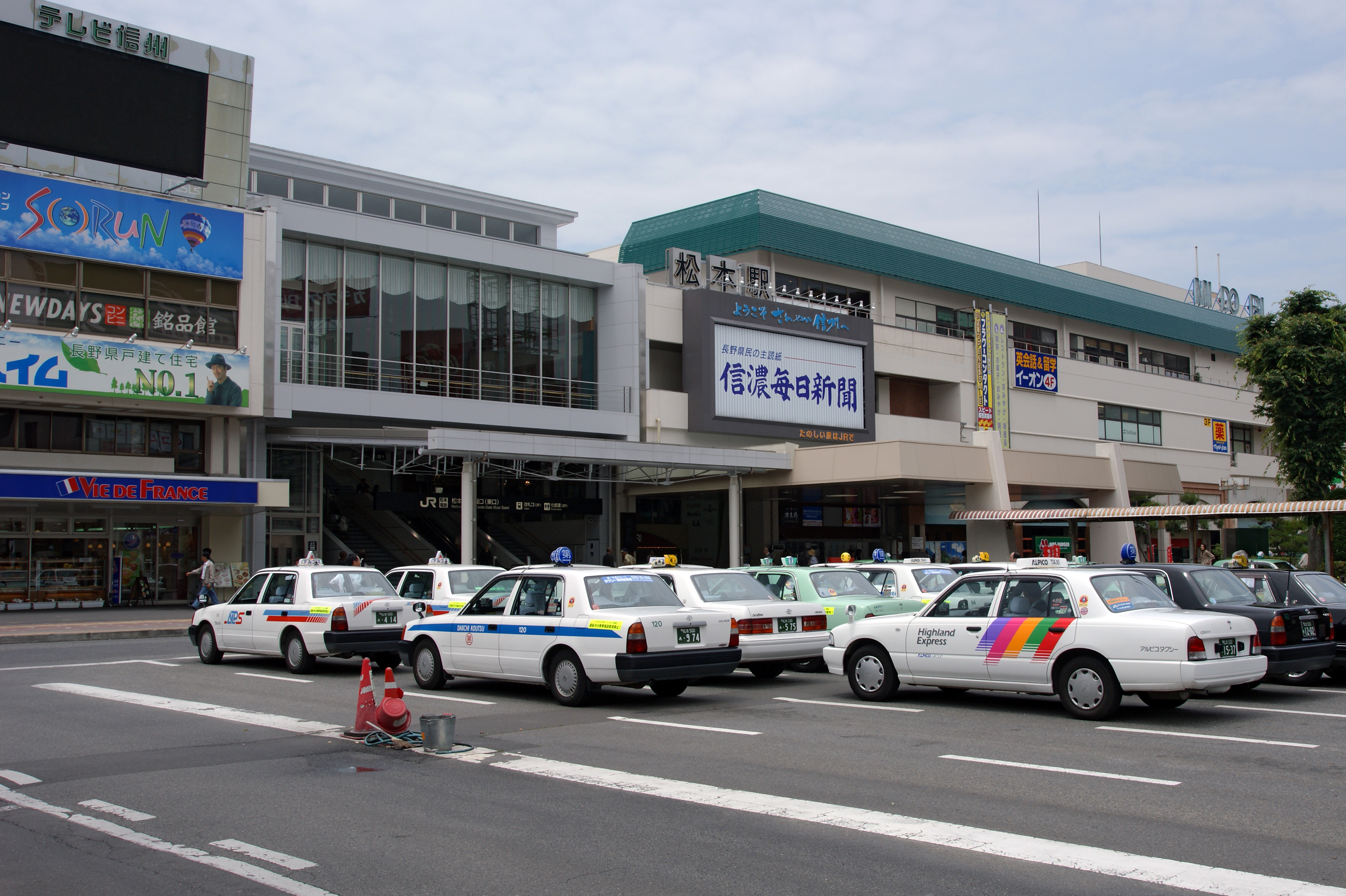
Bahnhof Matsumoto

Bahnverkehr: Bahnhof Matsumoto mit den Linien
- JR Chūō-Hauptlinie
- JR Shinonoi-Linie
- JR Ōito-Linie
- Matsumoto Electric Railway Kamikōchi-Linie

Flugverkehr:
- Flughafen Matsumoto

## Wirtschaft
Der größte Hersteller von Gitarren in Japan, die Firma Fujigen (Fuji-Saiteninstrumente) ist hier ansässig, aber auch sehr viele Zulieferer, die Komponenten liefern, wie Gotoh für die Hardware oder Atlansia, bekannt für handgefertigte Bässe im extravaganten Design, die aber auch Hälse und Pickguards für bekannte Marken liefern.

## Söhne und Töchter der Stadt
- Iwai Akira (1922–1997), Gewerkschaftsfunktionär
- Hideki Kamiya (* 1970), Videospielentwickler
- Kinoshita Naoe (1869–1937), Schriftsteller und Journalist
- Yūji Kamijō (* 1986), Eisschnellläufer
- Chizu Kobayashi (* 1954), Go-Meisterin
- Yayoi Kusama (* 1929), Künstlerin
- Sawayanagi Masatarō (1865–1927), Pädagoge und Wissenschaftsorganisator
- Akira Miyazawa (1927–2000), Jazzmusiker
- Eiko Nakayama (* 1970), Skeletonpilotin
- Ken’ichi Nozawa (* 1984), Fußballspieler
- Hatano Seiichi (1877–1950), Philosoph
- Hayuma Tanaka (* 1982), Fußballspieler
- Furuhata Tokuya (1898–1995), Geschäftsmann und Politiker
- Kubota Utsubo (1877–1967), Lyriker
- Takashi Yamazaki (* 1964), Filmregisseur, Drehbuchautor und Spezialeffektkünstler
- Hans-Ludwig Zachert (* 1937), vorm. Präsident des Bundeskriminalamtes

## Städtepartnerschaften
- Salt Lake City, Utah, United States, seit 1958
- Kathmandu, Nepal, seit 1989
- Langfang China, seit 1995
- Grindelwald, Schweiz, seit 1972

## Weblinks

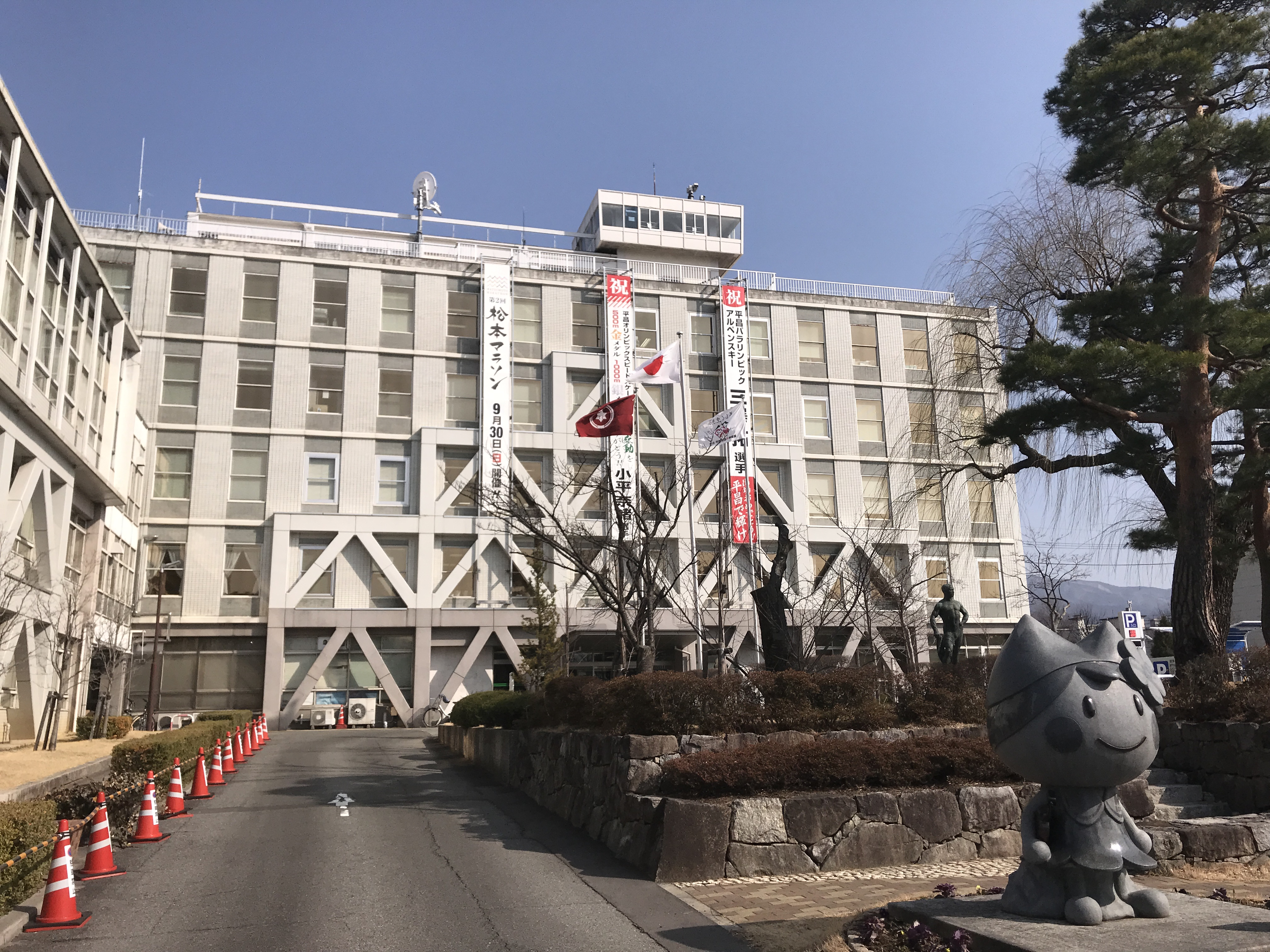
Rathaus

## Bildung
- Shinshū-Universität

## Angrenzende Städte und Gemeinden
- Takayama
- Ueda
- Shiojiri
- Azumino
- Okaya
- Ōmachi